# トリ・スペリング
トリ・スペリング（Tori Spelling、本名：Victoria Davey Spelling、1973年5月16日 - ）は、アメリカ合衆国の女優。ロサンゼルス出身のユダヤ系。父親はABCテレビの70年～90年代の人気ドラマを制作したプロデューサーで「スペリング・テレビジョン」代表であったアーロン・スペリング。

## 人物

### 来歴
1990年代の若者向けドラマ『ビバリーヒルズ高校白書／青春白書』のドナ・マーティン役で知られる。『ビバリーヒルズ』シリーズに出演する以前にも数々のテレビドラマシリーズ(その多くは父親のプロダクションによる製作)にゲスト出演している。彼女の出演は縁故採用だとの見方をされることが多いが、彼女自身は変名(トリア・ミッチェル)を使いオーディションを受けて役を得たと主張している(オーディションはケリー役を狙ったがジェニー・ガースに決定)。『ビバリーヒルズ』シリーズ終了後は、主な出演の場を徐々に自主制作系の映画に移している。
彼女は父親にソックリなルックスでよく知られ(コンプレックスだった鼻の整形は告白している)、アメリカではよく知られたパーティ・ピープルのひとりでもある。

### 私生活
- 2004年7月、俳優のチャーリー・シャニアンと結婚するが、翌年離婚。
- 2006年5月、俳優のディーン・マクダーモットと結婚。
- 2007年3月、男児を出産。2006年に亡くなった父の名を取って「Liam Aaron（リーアム・アーロン）」と名づけた。
- 2008年6月、女児（ステラ・ドリーン・マクダーモット）を出産。
- 2016年、第5子を妊娠[1]。

## 主な出演作品
- ビバリーヒルズ高校白書 (1990-1993) テレビシリーズ
- ビバリーヒルズ青春白書 (1993-2000) テレビシリーズ
- スクリーム2 Scream 2 (1997)
- トリック Trick (1999)
- 最'新'絶叫計画 Scary Movie 2 (2001)
- 誓いのKiss? Kiss the Bride (2007)
- ビバリーヒルズ再会白書（2019）